# تلكوم كينيا
تيلكوم كينيا هي شركة اتصالات متكاملة في كينيا. كانت سابقًا جزءًا من مؤسسة البريد والاتصالات الكينية، التي كانت المزود الوحيد لخدمات البريد والاتصالات. تأسست الشركة كمشغل اتصالات في أبريل 1999، بعد انقسام مؤسسة البريد والاتصالات الكينية إلى هيئة الاتصالات الكينية، ومؤسسة البريد الكينية، وشركة تيلكوم كينيا. اعتبارًا من عام 2023، أصبحت الشركة مملوكة بالكامل للحكومة الكينية.

## خدماتها
تدير الشركة وتصون البنية التحتية التي تعمل عليها مختلف مزودي خدمة الإنترنت في كينيا.
اعتبارًا من عام 2004، تم توفير معظم خدمة الإنترنت عبر خدمة الاتصال الهاتفي. جامبو نت، وهو مزود خدمة إنترنت كيني مهم، هو شركة تابعة لشركة تيلكوم كينيا. كما تقدم خدمات الصوت عبر الهاتف المحمول GSM وخدمات الإنترنت عالية السرعة تحت العلامة التجارية تيلكوم، حيث تحتل المرتبة الثالثة في حصة السوق بعد سفاري كوم وايرتيل كينيا.
في عام 2018، أُعلن أن شركة ايرتيل كينيا كانت تفكر في الاندماج مع شركة تيلكوم كينيا. في مارس 2018، استأنفت الشركة خدمة الأموال عبر الهاتف المحمول التي أسقطتها في عام 2017. يشار إليها باسم "T-kash"، وهي خدمة منافسة مباشرة لخدمة "M-pesa"، التي تقدمها شركة سفاري كوم الرائدة في السوق.

## تاريخها
في عام 2007، استحوذت شركة فرانس تيليكوم (التي أصبحت الآن شركة أورانج إس إيه) على 51% من أسهم شركة تيليكوم كينيا بتكلفة 390 مليون دولار أمريكي. وفي نوفمبر 2012، تغير هيكل المساهمين بسبب قرار الحكومة الكينية بتحويل قروض المساهمين في ذلك الوقت إلى أسهم من أجل تخفيف عبء ديون شركة تيليكوم كينيا. وتم التأكيد لاحقًا على أن الحكومة الكينية ستحتفظ بنسبة 40% من الأسهم من 49% مع امتلاك فرانس تيليكوم للأسهم المتبقية. وفي يناير 2013، زادت فرانس تيليكوم حصتها في شركة تيليكوم كينيا إلى 70% نتيجة لفشل الحكومة في توفير حصتها الكاملة من تمويل عام 2012. وفي يونيو 2017، أعيدت تسمية الشركة من "أورانج كينيا" إلى "تيليكوم كينيا".

## ملكيتها السابقة
في 9 نوفمبر 2015، أعلنت شركة شركاء هيليوس للاستثمار أنها ستشتري حصة فرانس تيليكوم بالكامل في شركة تيليكوم كينيا.
بعد اتفاقية الشراء، تفاوضت شركة هيليوس مع الحكومة الكينية لامتلاك 40 في المائة في المشروع المشترك الجديد، مع احتفاظ شركة الاستثمار بنسبة 60 في المائة. في يونيو 2016، تم الحصول على الموافقة التنظيمية النهائية للمضي قدمًا في الصفقة. في أكتوبر 2022، استحوذت الحكومة الكينية على نسبة 60 في المائة المتبقية من شركة تيليكوم كينيا من شركة هيليوس في صفقة بقيمة 50.4 مليون دولار أمريكي. في ذلك الوقت، كانت الحكومة الكينية تمتلك 100 في المائة من شركة تيليكوم كينيا.

## حصة الملكية الحالية
في أكتوبر 2023، اختيرت شركة البنية التحتية الأفريقية (ICA)، ومقرها الإمارات العربية المتحدة، للاستحواذ على حصة 60%، التي كانت مملوكة سابقًا لشركة هيليوس للاستثمار. وبعد استكمال جميع الموافقات والوثائق، ستكون ملكية الأسهم كما هو موضح في الجدول أدناه.
| رتبة | اسم المالك                         | موطن                     | نسبة الملكية |
| ---- | ---------------------------------- | ------------------------ | ------------ |
| 1    | شركة البنية التحتية لأفريقيا ذ.م.م | الإمارات العربية المتحدة | 60.0         |
| 2    | حكومة كينيا                        | كينيا                    | 40.0         |
|      | المجموع                            |                          | 100.0        |